# Kazachs voetbalelftal in 1992
Het Kazachs voetbalelftal speelde in totaal zeven interlands in het jaar 1992, het eerste jaar als onafhankelijke staat nadat het land decennialang deel had uitgemaakt van de Sovjet-Unie. De ploeg stond in 1992 onder leiding van bondscoach Bahtiyar Bayseitov.

## Balans
| Wedstrijden | Wedstrijden | Wedstrijden | Wedstrijden | Doelpunten | Doelpunten | Doelpunten | Punten |
| Gespeeld    | Winst       | Gelijk      | Verlies     | Voor       | Tegen      | Saldo      | Punten |
| ----------- | ----------- | ----------- | ----------- | ---------- | ---------- | ---------- | ------ |
| 7           | 4           | 3           | 0           | 8          | 3          | +5         | 1.571  |

## Interlands
|                                                 |                         |       |              |                                                                                            |
| 1 juni Central Asian Cup № 1 «onderlinge duels» | Kazachstan              | 1 – 0 | Turkmenistan | Zentral Stadion, Alma-Ata Toeschouwers: 2.500 Scheidsrechter: Binaretdin Sultanbayev (KGZ) |
| 1 juni Central Asian Cup № 1 «onderlinge duels» | Vladimir Niederhaus 85' |       |              | Zentral Stadion, Alma-Ata Toeschouwers: 2.500 Scheidsrechter: Binaretdin Sultanbayev (KGZ) |

|                                                 |       |                        |            |                                                                                                |
| 3 juli Vriendschappelijk № 2 «onderlinge duels» | Libië | 0 – 1                  | Kazachstan | Rŭngrado May First Stadion, Pyongyang Toeschouwers: 1.000 Scheidsrechter: Kim Young Chol (PRK) |
| 3 juli Vriendschappelijk № 2 «onderlinge duels» |       | 78' Bahtiyar Bayseitov |            | Rŭngrado May First Stadion, Pyongyang Toeschouwers: 1.000 Scheidsrechter: Kim Young Chol (PRK) |

|                                                  |                        |       |             |                                                                                   |
| 16 juli Central Asian Cup № 3 «onderlinge duels» | Kazachstan             | 1 – 0 | Oezbekistan | Zentral Stadion, Alma-Ata Toeschouwers: 1.000 Scheidsrechter: Valery Urunov (TJK) |
| 16 juli Central Asian Cup № 3 «onderlinge duels» | Ruslan Duzmambetov 25' |       |             | Zentral Stadion, Alma-Ata Toeschouwers: 1.000 Scheidsrechter: Valery Urunov (TJK) |

|                                                       |                      |       |                     |                                                                                               |
| 14 september Central Asian Cup № 4 «onderlinge duels» | Turkmenistan         | 1 – 1 | Kazachstan          | Kopet-Dag Stadion, Asjchabad Toeschouwers: 5.000 Scheidsrechter: Binaretdin Sultanbayev (KGZ) |
| 14 september Central Asian Cup № 4 «onderlinge duels» | Vitaly Zolotukhin 4' |       | 57' Askar Abildayev | Kopet-Dag Stadion, Asjchabad Toeschouwers: 5.000 Scheidsrechter: Binaretdin Sultanbayev (KGZ) |

|                                                       |                       |       |                      |                                                                                      |
| 26 september Central Asian Cup № 5 «onderlinge duels» | Kirgizië              | 1 – 1 | Kazachstan           | Spartak Stadion, Bisjkek Toeschouwers: 2.000 Scheidsrechter: Aleksandr Blinkov (UZB) |
| 26 september Central Asian Cup № 5 «onderlinge duels» | Sergei Bondarenko 75' |       | 60' Kayrat Aubakirov | Spartak Stadion, Bisjkek Toeschouwers: 2.000 Scheidsrechter: Aleksandr Blinkov (UZB) |

|                                                     |                        |       |                        |                                                                                           |
| 14 oktober Central Asian Cup № 6 «onderlinge duels» | Oezbekistan            | 1 – 1 | Kazachstan             | Pakhtakor Stadion, Tashkent Toeschouwers: 4.000 Scheidsrechter: Abdulgani Radzhabov (KGZ) |
| 14 oktober Central Asian Cup № 6 «onderlinge duels» | Azamat Abdoeraimov 27' |       | 16' Ruslan Duzmambetov | Pakhtakor Stadion, Tashkent Toeschouwers: 4.000 Scheidsrechter: Abdulgani Radzhabov (KGZ) |

|                                                     |                                             |       |          | |
| 25 oktober Central Asian Cup № 7 «onderlinge duels» | Kazachstan                                  | 2 – 0 | Kirgizië | Gani Muratbayeva Stadion, Qızılorda Toeschouwers: 2.000 Scheidsrechter: Konstantin Partsalis (TKM) |
| 25 oktober Central Asian Cup № 7 «onderlinge duels» | Nikolay Kurgansky 34' Nikolay Kurgansky 35' |       |          | Gani Muratbayeva Stadion, Qızılorda Toeschouwers: 2.000 Scheidsrechter: Konstantin Partsalis (TKM) |

## Statistieken
- In onderstaand overzicht is het duel tegen Libië niet meegeteld.

| Vitaliy Kafanov         | 1960-05-24 | Kairat Almaty          | 5 | 0 | 0 | 5 | 0 |
| Vadim Egoshkin          | 1970-01-04 | Zhetysu Taldykorgan    | 1 | 0 | 0 | 1 | 0 |
| Verdediging             |            |                        |   |   |   |   |   |
| Marat Esmuratov         | 1961-11-09 | Kairat Almaty          | 6 | 0 | 0 | 6 | 0 |
| Sergey Pasko            | 1966-09-10 | Kairat Almaty          | 5 | 0 | 0 | 5 | 0 |
| Kairat Aimanov          | 1964-10-29 | Kairat Almaty          | 4 | 0 | 0 | 4 | 0 |
| Sergey Anashkin         | 1961-04-12 | Kairat Almaty          | 3 | 0 | 0 | 3 | 0 |
| Kairat Slambekov        | 1966-00-00 | Kairat Almaty          | 2 | 2 | 0 | 2 | 0 |
| Askar Kozhabergenov     | 1965-09-20 | Kairat Almaty          | 2 | 0 | 0 | 2 | 0 |
| Kanatbek Musataev       | 1970-08-06 | SKIF-Arsenal Shymkent  | 1 | 1 | 0 | 2 | 0 |
| Evgeniy Sysoev          | 1968-05-27 | Zhiger Shymkent        | 1 | 1 | 0 | 2 | 0 |
| Aleksandr Sklyarov      | 1971-11-18 | Kairat Almaty          | 1 | 0 | 0 | 1 | 0 |
| Vitaliy Sparyshev       | 1967-06-26 | Ekibastuzets Ekibastuz | 1 | 0 | 0 | 1 | 0 |
| Middenveld              |            |                        |   |   |   |   |   |
| Andrey Miroshnichenko   | 1968-12-21 | Aktyubinets Aktobe     | 5 | 1 | 0 | 6 | 0 |
| Vakhid Masudov          | 1959-10-10 | Kairat Almaty          | 4 | 0 | 0 | 4 | 0 |
| Gani Kaynazarov         | 1970-07-10 | Fosfor FC              | 2 | 0 | 0 | 2 | 0 |
| Sansyzbay Zhumakhanov   | 1968-04-19 | SKIF-Arsenal Shymkent  | 2 | 0 | 0 | 2 | 0 |
| Anatoliy Povedenok      | 1969-06-11 | Sjachtjor Karaganda    | 1 | 1 | 0 | 2 | 0 |
| Sultan Abildaev         | 1970-03-21 | Kaysar Kyzylorda       | 1 | 0 | 0 | 1 | 0 |
| Konstantin Pavlyuchenko | 1971-01-11 | Dnipro Dnipropetrovsk  | 1 | 0 | 0 | 1 | 0 |
| Marat Syzdykov          | 1966-02-06 | Fosfor FC              | 1 | 0 | 0 | 1 | 0 |
| Talgat Baisufinov       | 1968-09-04 | Irtysh Pavlodar        | 0 | 1 | 0 | 1 | 0 |
| Aleksandr Bogatyrev     | 1963-03-06 | Tekstilschik Kamyshin  | 0 | 1 | 0 | 1 | 0 |
| Aanval                  |            |                        |   |   |   |   |   |
| Oleg Kapustnikov        | 1972-05-05 | SKIF-Arsenal Shymkent  | 3 | 1 | 0 | 4 | 0 |
| Ruslan Duzmambetov      | 1968-04-21 | Vostok Oskemen         | 3 | 0 | 2 | 3 | 2 |
| Nikolay Kurganskiy      | 1961-03-19 | Ekibastuzets Ekibastuz | 3 | 0 | 2 | 3 | 2 |
| Tleukhan Turmagambetov  | 1965-11-18 | Kaysar Kyzylorda       | 3 | 0 | 0 | 3 | 0 |
| Vladimir Niederhaus     | 1967-08-13 | Rotor Volgograd        | 2 | 0 | 1 | 2 | 1 |
| Askar Abildaev          | 1971-06-16 | Kairat Almaty          | 1 | 3 | 1 | 4 | 1 |
| Kairat Aubakirov        | 1971-03-08 | Sjachtjor Karaganda    | 1 | 2 | 1 | 3 | 1 |
| Yuriy Naidovskiy        | 1963-04-10 | Kairat Almaty          | 0 | 2 | 0 | 2 | 0 |
| Bayan Badagulov         | 1964-04-24 | Bolat Temirtau         | 0 | 1 | 0 | 1 | 0 |
| Valeriy Yablochkin      | 1973-02-02 | Kairat Almaty          | 0 | 1 | 0 | 1 | 0 |

KFF · A-internationals · Bondscoaches · Statistieken · Kazachs vrouwenelftal · Olympisch elftal · Kazachstan U21 · Kazachstan U20 · Kazachstan U19 · Kazachstan U18 · Kazachstan U17
1992 – 1999 · 2000 – 2009 · 2010 – 2019 · 2020 – 2029
1992 · 1993 · 1994 · 1995 · 1996 · 1997 · 1998 · 1999 · 2000 · 2001 · 2002 · 2003 · 2004 · 2005 · 2006 · 2007 · 2008 · 2009 · 2010 · 2011 · 2012 · 2013 · 2014 · 2015 · 2016 · 2017 · 2018 · 2019 · 2020 · 2021 · 2022 · 2023 ·
2024 · 2025
Albanië ·
Andorra ·
Armenië ·
Azerbeidzjan ·
Bahrein ·
België ·
Bosnië en Herzegovina ·
Bulgarije ·
Burkina Faso ·
China ·
Curaçao ·
Cyprus ·
Denemarken ·
Duitsland ·
Engeland ·
Estland ·
Faeröer ·
Finland ·
Frankrijk ·
Georgië ·
Griekenland ·
Hongarije · 
Ierland ·
IJsland ·
Irak ·
Iran ·
Japan ·
Jordanië ·
Kirgizië ·
Koeweit ·
Kroatië ·
Laos ·
Letland ·
Libanon ·
Libië ·
Liechtenstein ·
Litouwen ·
Litouwen ·
Luxemburg ·
Malta ·
Moldavië ·
Montenegro ·
Nederland ·
Nepal ·
Noord-Ierland ·
Noord-Korea ·
Noord-Macedonië ·
Noorwegen ·
Oekraïne ·
Oezbekistan ·
Oman ·
Oostenrijk ·
Pakistan ·
Palestina ·
Polen ·
Portugal ·
Qatar ·
Roemenië ·  
Rusland ·
San Marino ·
Saoedi-Arabië ·
Schotland ·
Servië ·
Singapore ·
Slovenië ·
Slowakije ·
Syrië ·
Tadzjikistan ·
Thailand ·
Tsjechië ·
Turkmenistan ·
Turkije ·
Verenigde Arabische Emiraten ·
Vietnam ·
Wales ·
Wit-Rusland ·
Zuid-Korea ·
Zweden